# José Guilherme Baldocchi
José Guilherme Baldocchi, kurz Baldocchi (* 14. März 1946 in Batatais) ist ein ehemaliger brasilianischer Fußballspieler. Er spielte als Abwehrspieler. Sein größter Erfolg war der Gewinn der Fußball-Weltmeisterschaft 1970.

## Nationalmannschaft
Baldocchi bestritt 1970 ein Länderspiel für die brasilianische Fußballnationalmannschaft, mit der er im gleichen Jahr Weltmeister wurde. Während des Turniers kam er jedoch nicht zum Einsatz.

## Erfolge
Palmeiras
- Brasilianischer Meister: 1967 (Pedrosa), 1967 (Taça), 1969 (Pedrosa)
- Trofeo Ramón de Carranza: 1969

Nationalmannschaft
- Fußball-Weltmeisterschaft: 1970